# Neways Electronics Riesa
Neways Electronics Riesa GmbH (bis zum 9. September 2024 Neways Electronics Riesa GmbH & Co. KG | bis zum 1. April 2017 BuS Elektronik GmbH & Co. KG) ist ein deutscher Elektronikdienstleister und ein Tochterunternehmen der Neways Electronics International N.V. (Sitz in Son en Breugel/Niederlande).

## Geschichte
BuS Elektronik wurde 1991 in Riesa bei Dresden durch Dieter Folkmer und Werner J. Maiwald mit 4 Mitarbeitern gegründet und gehört zu den Top 10 der EMS-Anbieter in Deutschland. 1993 erfolgte die Übernahme des Kerngeschäftes und der verbliebenen 80 Mitarbeiter der Elektronik Riesa GmbH (ehemals VEB Robotron Elektronik Riesa); 1994 Bezug einer neuen Fertigungshalle (Gesamtproduktionsfläche 6.000 m²); 2005 Erweiterung der Produktionsfläche auf 12.000 m² (Gesamtnutzfläche 27.000 m²); 2007 erfolgte eine nochmalige Erweiterung der Produktionsfläche auf 17.000 m² (Gesamtnutzfläche 32.000 m²) und 2012 die Erweiterung der Produktionsfläche auf 19.000 m² durch neues Schwesterunternehmen BuS Děčín s.r.o. (Tschechien). Im September 2014 wurden die BuS Elektronik sowie BuS Děčín von dem niederländischen EMS-Dienstleister Neways Electronics International N.V. zu 100 Prozent übernommen. Das Unternehmen zählt aktuell etwa 800 Mitarbeiter.

## Branchen und Leistungen (Auswahl)
BuS Elektronik ist tätig in den Branchen Automotive, Industrie, Medizin- und Sicherheitstechnik, Luftfahrt & Transport, Erneuerbare Energien, Gebäudetechnik, Telekommunikation und EDV. Es werden Leistungen erbracht wie z. B. Strategischer Einkauf, Operativer Einkauf, Global Sourcing, Bedarfsoptimierung, Preisoptimierung, Obsoleszenz-Management (reaktiv – proaktiv – strategisch). In der Produktion: SMD / THT / Einpresstechnik, Bauteilprogrammierung, Löten, Lackieren, Vergießen, Waschen, Montage / Box-Building. In der Industrialisierung: Erstellung von Fertigungskonzepten, Qualitäts- und Kapazitätsplanung, Verfahrensentwicklung und Erprobung, Prüfkonzept- und Prüfmittelerstellung, Supply-Chain-Management. Durchführung von Qualifikationen und detaillierten Analysen von Baugruppen, Bauelementen, Leiterplatten und Lötstellen bei unabhängigen, anerkannten Laboren, Überprüfung der Leiterplatten-Daten hinsichtlich Herstellbarkeit und Verarbeitbarkeit.